# Berbeșu
Berbeșu – wieś w Rumunii, w okręgu Dolj, w gminie Argetoaia. W 2011 roku liczyła 99 mieszkańców.